# چاپنو (تگزاس)
چاپنو (به انگلیسی: Chapeno) یک منطقهٔ مسکونی در ایالات متحده آمریکا است که در تگزاس واقع شده‌است. چاپنو ۴۷ نفر جمعیت دارد.